# Vologase VI
Vologase VI di Partia (in persiano بلاش ششم‎, Balāsh; Partia, ... – Partia, 228) è stato re dei Parti dal 208 fino alla sua morte.
Salì al trono alla morte del padre Vologase V (191–208) nel 208. Poco dopo suo fratello Artabano IV (216–224) si ribellò a lui, e gli sottrasse con le armi gran parte dell'Impero. Tuttavia Vologase VI riuscì a mantenere sotto il suo controllo Babilonia e le zone limitrofe.
Nel frattempo Ardashir I (226–241), il fondatore dell'Impero sasanide, aveva sconfitto e ucciso Artabano IV nel 224 e conquistato le province orientali della Partia. Negli anni successivi, Ardashīr I espanse il suo nuovo impero, e dovrebbe aver sconfitto e deposto Vologase VI nel 228.